# Dahl-ostorsikló
A dahl-ostorsikló (Coluber najadum) a hüllők (Reptilia) osztályába, a kígyók (Serpentes) alrendjébe és a siklófélék (Colubridae) családjába tartozó faj.
Egyes rendszerek a Platyceps nembe sorolják Platyceps najadum néven.

## Elterjedése
Délkelet-európai elterjedésű faj. Előfordul: Horvátország partvidékén, Bosznia-Hercegovinában, Montenegróban, Észak-Macedóniában, Albániában, Görögországban, Bulgáriában, Törökországban, Cipruson, a Kaukázusban, Dél-Oroszországban, Szíriában, Izraelben, Irakban.

## Megjelenése
Igen karcsú testfelépítésű, a Coluber nem legkisebb európai képviselője. Elérheti a 140 centiméteres testhosszt is, de általában a faj egyedei 120 centiméteresek.
Szinezete igen érdekes, rozsdavörös-okkersárga alapszíne, a test, faroktól fejig számított 4/5 részig homogén. A fej közép szürke, az alsó állkapocs, az ajak, a szem körüli pikkelyek és a has fehér. A fej és a test 1/5 része közép szürke alapon 5-11 pár sötét szürke-fekete, fehéren szegélyezett folt tarkítja, fiatal egyedeken ez akár a test közepéig is tarthat.

## Alfajai
| Alfaj                | Leíró                   | Elterjedés                           |
| -------------------- | ----------------------- | ------------------------------------ |
| P. n. najadum        | Eichwald, 1831          | Bakı, Azerbajdzsán                   |
| P. n. dahli          | Fitzinger, 1826         |                                      |
| P. n. albitemporalis | Darevsky és Orlov, 1994 |                                      |
| P. n. dahli          | Fitzinger, 1826         | Bulgária, Görögország (kivéve Korfu) |
| P. n. kalymnensis    | Schneider, 1979         | Kalymnos                             |

## Életmódja
Nappal aktív, rendkívül gyors mozgású sikló. Táplálékát fali gyíkok (Podarcis. sp), éleshátú gyíkok (Algyroides sp.), török gekkók (Hemidactylus turcicus) és Kotschy gekkói (Crtopodion kotschy) képezik, ritkán kisemlősök és madárfiókák.
Az ember közeledtére nesztelenül eltűnik, ezért igen ritkán lehet megpillantani. Mindig olyan élőhelyet választ ahol azonnal el tud rejtőzni Gyakran a macchiában, vagy alacsonyabb fák lombján, ilyen környezetben rendszerint gyorsabban tud mozogni. Ha mégis sikerül megfogni akkor, harapásokat osztogatva próbál szabadulni a kéz szorításából.